# Шахнай
Шахнай — духовой инструмент, известный в Северной Индии.
Принадлежит к семейству гобоя, представляет собой трубку длиной 30-50 см, конической формы с отверстиями и двойной тростью (язычком). Инструмент сделан из дерева, в нижней части имеется развальцованный металлический раструб. Количество отверстий от 6 до 9, диапазон — около 2 октав.
Звук шахная изысканный, создаёт чувство благоговения и святости[уточнить]. Он используется в религиозных и свадебных церемониях.
Один из выдающихся мастеров игры на шахнае — Бисмиллах Хан (1916—2006), виртуоз, награждённый Бхарат Ратна. Дэйв Мейсон, играл на этом инструменте в песне Street Fighting Man из альбома Beggars Banquet группы The Rolling Stones.